# Хатки (Шегинівська сільська громада)
Хатки́ — село в Україні, в Яворівському районі Львівської області. Населення становить 47 особи. Орган місцевого самоврядування - Шегинівська сільська громада.